# Антигенплазмоциты
Антигенплазмоциты, антительные клетки или клетки секретирующие антитела (англ. antibody secreting cells (ASC)) — тип лейкоцитов, которые дифференцируются от части активированных плазматических В-клеток в лимфатических узлах и временно циркулируют в крови. Обеспечивают поддержание высокой скорости секреции антител. Имеют ускоренную систему экспрессии генов и оригинальную логистику метаболических путей, которые позволяют этим клеткам иметь необычайную скорость транскрипции, трансляции, сборки и секреции генов иммуноглобулиновых антител.